# Poropuntius tawarensis
Poropuntius tawarensis är en fiskart som först beskrevs av Weber och De Beaufort, 1916.  Poropuntius tawarensis ingår i släktet Poropuntius och familjen karpfiskar. IUCN kategoriserar arten globalt som sårbar. Inga underarter finns listade i Catalogue of Life.